# Folsomides arenosus
Folsomides arenosus är en urinsektsart som beskrevs av Olga M. Martynova 1979. Folsomides arenosus ingår i släktet Folsomides och familjen Isotomidae. Inga underarter finns listade i Catalogue of Life.